# Fuoristrada

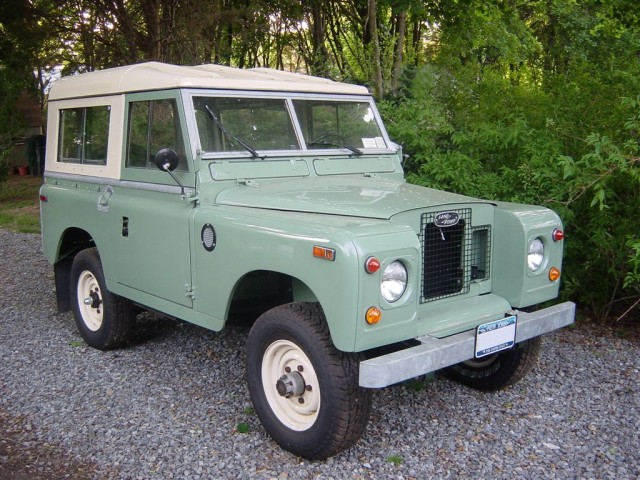
Un vecchio modello Land Rover, il fuoristrada costruito nel maggior numero di esemplari (dal 1948 al 2016)

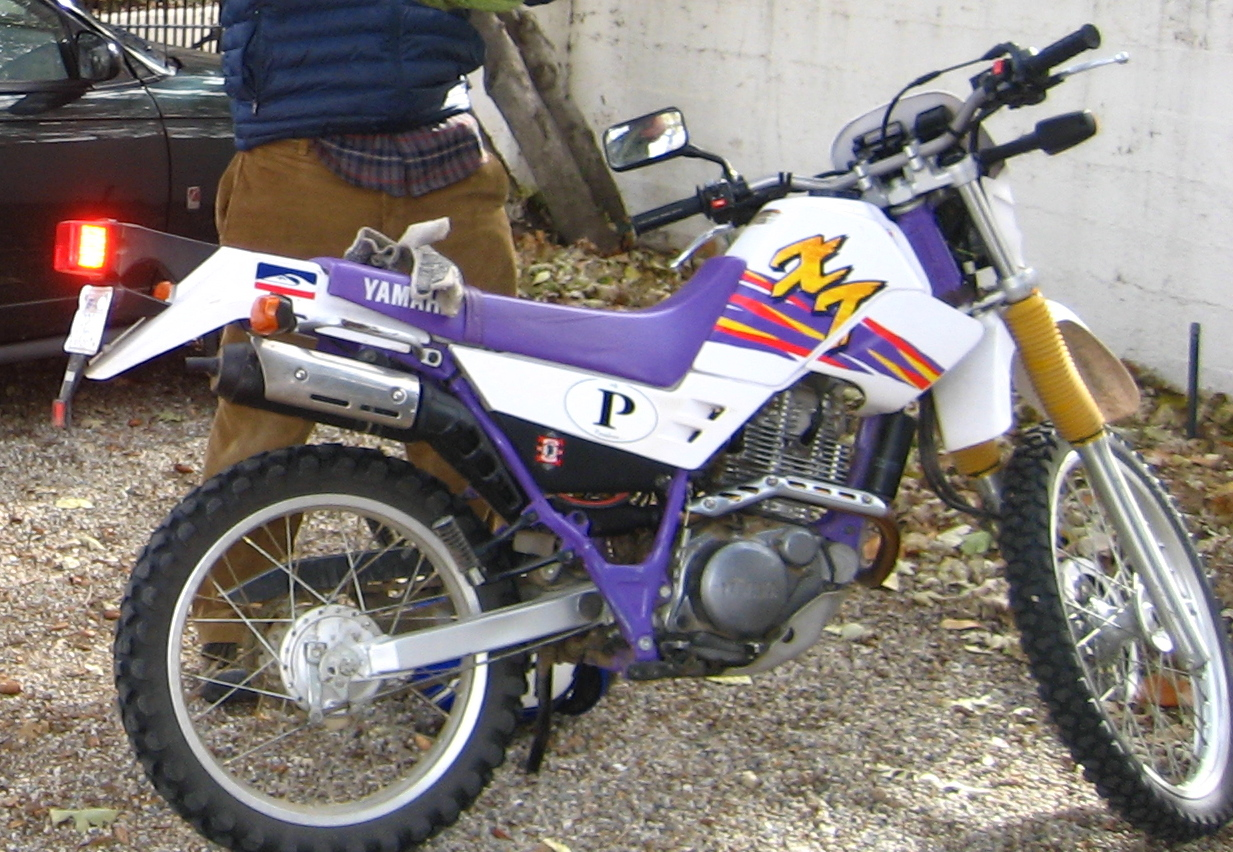
Una moto adatta all'uso fuori strada

I fuoristrada (o tuttoterreno) sono veicoli a motore dotati di particolari caratteristiche, che li rendono adatti a muoversi oltre che sulle strade asfaltate, come i normali veicoli, anche al di fuori di esse, su fondi accidentati, a forte pendenza e a scarsa aderenza. 
Comunemente col termine fuoristrada si intendono specifiche autovetture, ma il termine è riferibile anche a particolari autocarri (Unimog), motocicli (motocross) e quad (quadriciclo fuoristrada).

## Storia
Il primo veicolo di tipo fuoristrada fu la Jeep Willys MB, costruita negli Stati Uniti dal 1941, durante la seconda guerra mondiale, per scopi militari di trasporto leggero. Nel secondo dopoguerra, si diffuse progressivamente l'impiego privato di questo genere di veicoli, con finalità lavorative e ricreative. Modelli che hanno fatto "storia" a livello di mercato o nelle competizioni, quindi degni di nota, sono: in casa Land Rover, il Range Rover vero e proprio antesignano dei fuoristrada di lusso, mentre il Defender e il Discovery si distinsero nei memorabili Camel Trophy degli anni ottanta e novanta; il Mitsubishi Pajero, dominatore di ben 12 Rally Dakar; l'Iveco Massif, protagonista di massacranti spedizioni Overland; il Nissan Patrol e il Toyota Land Cruiser, diffusissimi nelle regioni più impervie del pianeta; fra quelli di diretta derivazione militare si ricordano, infine, l'Hummer H1, il Jeep Wrangler e il Mercedes Classe G, mentre è rimasta limitata soltanto alla realizzazione di qualche prototipo la versione civile dell'Iveco Lince.

## Caratteristiche tecniche
La capacità di affrontare ogni genere di fondo rende i veicoli fuoristrada in grado di raggiungere luoghi altrimenti preclusi ai veicoli convenzionali, risultando così estremamente versatili, tanto da aver trovato svariate applicazioni in campo civile (antincendio, soccorso, ecc.), militare (esercito, forestale, ecc.) e professionale (minerario, cantieristico, ecc.), oltre che per usi privati e ricreativi. 
Le possibili tipologie di fondo presenti lungo percorsi fuori strada sono: sterrato, ghiaioso, erboso, sabbioso, fangoso, roccioso, innevato, ghiacciato, guado. 
Le caratteristiche di un fuoristrada sono:
- Altezza da terra: è l'altezza libera minima del sottoscocca, solitamente la distanza fra il suolo e il punto inferiore del differenziale più basso. Dipende, quindi, dall'altezza delle ruote e dal tipo di assali del veicolo. Maggiore è l'altezza da terra, minore è il rischio di danneggiare il sottoscocca del veicolo, ma minore risulta anche la pendenza superabile.
- Angolo di attacco: è l'angolo fra la linea del suolo e la tangente ruota anteriore - paraurti anteriore. Dipende, quindi, dallo sbalzo anteriore del veicolo, che deve essere il minore possibile. È utile che uguagli l'angolo di uscita, ma inutile che sia maggiore della pendenza superabile.
- Angolo di uscita: è l'angolo fra la linea del suolo e la tangente ruota posteriore - paraurti posteriore. Dipende, quindi, dallo sbalzo posteriore del veicolo, che deve essere il minore possibile. È utile che uguagli l'angolo di attacco, ma inutile che sia maggiore della pendenza superabile.
- Angolo di dosso: è l'angolo massimo superabile dato dalla differenza d'inclinazione di due rampe consecutive in salita - discesa a spigolo vivo. Dipende, quindi, dal passo del veicolo, che deve essere il minore possibile, da cui la superiore mobilità dei fuoristrada in versione 3 porte.
- Diametro di sterzata: è il diametro del cerchio minimo entro cui il veicolo è in grado di curvare senza manovre correttive, indicativo della sua attitudine a districarsi in passaggi tortuosi e a percorrere tornanti stretti, da cui nuovamente la superiore mobilità dei fuoristrada a passo corto ma anche dotati di sterzo con molti giri disponibili (ossia demoltiplicato, a discapito di precisione e reattività, aspetti tuttavia importanti solo alle alte velocità, quindi fondamentali solo per auto sportive).
- Pendenza massima superabile: è la massima pendenza longitudinale percorribile dal veicolo senza perdita di aderenza o di equilibrio per ribaltamento frontale/tergale. Dipende, quindi, dal baricentro del veicolo: minore è la sua quota dal suolo, maggiore risulta la pendenza superabile, ma un'altezza da terra ridotta espone ad un maggior rischio di danneggiare il sottoscocca.
- Inclinazione laterale massima: è la massima inclinazione trasversale assumibile dal veicolo senza perdita di aderenza o di equilibrio per ribaltamento laterale. Dipende, quindi, dalla carreggiata del veicolo: maggiore è la sua ampiezza, maggiore risulta l'inclinazione ammissibile, ma al contempo si riduce l'attraversabilità di percorsi con vegetazione invasiva e passaggi angusti.
- Profondità di guado: è la massima profondità d'immersione del veicolo in marcia nell'acqua senza rischio di infiltrazioni/danni. Generalmente corrisponde all'altezza delle ruote o di elementi sensibili come la presa d'aria, la batteria, la centralina, etc.

Le dotazioni tecniche specifiche per fuoristrada con quattro ruote motrici su due assi (da cui la sigla "4x4"), ma applicabili analogamente anche su mezzi con più ruote motrici su più assi ("6x6", "8x8", etc.), sono:
- Trazione integrale: permanente (o full-time, o all-wheel-drive siglata "AWD") oppure inseribile (o part-time, o four-wheel-drive siglata "4WD"), rende motrici tutte le ruote per una maggiore presa sul suolo e una migliore motricità del veicolo.
- Telaio a longheroni e traverse: separato (quando imbullonato al corpo vettura) o integrato (quando saldato al corpo vettura), la sua struttura scatolare (cioè a sezione cava rettangolare) offre al veicolo notevole rigidezza flessionale e torsionale, opponendosi alle forti sollecitazioni generate dalla guida su fondi molto sconnessi che tenderebbero a deformare una normale carrozzeria autoportante (cosiddetta monoscocca).
- Assali rigidi: a ponte (quando posizionati in linea coi mozzi delle ruote) o a portale (quando posizionati sopra la linea dei mozzi delle ruote), rispetto ai sistemi a ruote indipendenti offrono maggiore robustezza e grande articolazione, per contro scarsa maneggevolezza e minor comfort, perché presentano maggiori masse non sospese.
- Barra Panhard: ancorando gli assali al telaio in punti opposti, attutisce gli scuotimenti trasversali altrimenti trasmessi direttamente in abitacolo.
- Cambio con riduttore: il riduttore, ad inserimento meccanico (leva corta del cambio) o elettrico (con pulsante o manopola), demoltiplica i rapporti (cosiddette marce ridotte) moltiplicando la coppia motrice (generalmente fra 2 e 4 volte) e così evita sovraccarichi agli organi di trasmissione, permette il superamento di tratti a forte pendenza, amplifica l'effetto di freno motore su pendii scoscesi, e contiene i consumi di carburante entro limiti di accettabile autonomia. Alternativa ben più economica, ma assai meno efficace, del riduttore è una prima marcia molto corta (chiamata gergalmente "primino"), soluzione spesso adottata sui SUV a vocazione fuoristradistica.
- Differenziali bloccabili: ad attivazione manuale o automatica, sono collocati sugli assi anteriore e posteriore (imponendo alle rispettive ruote la stessa rotazione, evitano che lo slittamento o il sollevamento di una fermi l'altra), e centrale fra i due assi (imponendo a entrambi gli assi la stessa rotazione, evita che lo slittamento o il sollevamento di una ruota fermi tutte le altre). Il bloccaggio fondamentale è quindi quello centrale, seguono per importanza quello posteriore e infine quello anteriore. Tutti contribuiscono all'avanzamento su fondi eterogenei, all'uscita da condizioni di twist (cioè in bilico) e all'incremento della trazione in curva. Nella marcia su strade asfaltate (specie se asciutte) tutti i differenziali devono essere liberi (cioè sbloccati) per non forzare la meccanica del veicolo e, nel caso di trazione integrale inseribile priva di differenziale centrale, poiché il giunto dell'albero che viene connesso funge anche da blocco centrale, deve essere disinserita pure la trazione integrale.
- Sospensioni ad ampia escursione: ammortizzatori con una considerevole escursione permettono alle ruote di mantenere meglio il contatto col suolo seguendone le irregolarità, e vengono abbinati a molle elicoidali morbide (per meglio smorzare contraccolpi altrimenti eccessivi per telaio ed equipaggio) oppure a balestre semiellittiche rigide (per meglio sopportare il trasporto di grandi carichi come nel caso dei pick-up).
- Barra stabilizzatrice sbloccabile: lo sblocco della barra stabilizzatrice (o barra antirollio) anteriore o posteriore, in genere attuabile tramite pulsante, incrementa l'articolazione delle ruote del relativo asse massimizzandone la capacità di adattarsi alle asperità del terreno ma, poiché tende a destabilizzare il veicolo per eccessivo rollio, questo dispositivo è previsto solo su uno dei due assi e utilizzabile solo alle bassissime velocità, motivo per cui spesso il ripristino sopra certe soglie velocistiche avviene automaticamente.
- Ammortizzatore di sterzo: ammortizzatore finalizzato a ridurre le sollecitazioni trasmesse dalle ruote sterzanti al piantone dello sterzo, a disturbo del conducente, nella guida su suoli fortemente irregolari.
- Sistema antiarretramento: dispositivo elettronico agente sul sistema frenante in maniera tale da impedire al veicolo di indietreggiare pericolosamente durante le ripartenze su salite ripide, particolarmente apprezzabile in presenza di cambio manuale per sopperire all'intervallo di tempo necessario allo stacco frizione-acceleratore.
- Pneumatici tassellati e rinforzati: per una miglior aderenza, dispongono di battistrada tassellato (o semitassellato, meno performante ma con minore disturbo acustico al rotolamento), ossia con scolpitura simmetrica profonda e con scanalature longitudinali discontinue; per una maggiore robustezza, sono rinforzati con strati radiali di fili d'acciaio e con ispessimenti laterali della gommatura; per un maggiore assorbimento, hanno la spalla alta (con rapporto dimensionale altezza spalla/larghezza battistrada solitamente compreso fra 65 e 85, talvolta fino a 100, espresso in percentuale); per una maggiore fruibilità, offrono mescole e lamellature tali da poter essere marchiati "M+S" (Mud & Snow); discorso a parte per l'ampiezza del battistrada: meglio ridotta per fondi cedevoli come il fango, meglio maggiorata per fondi compatti come la sabbia. Gli pneumatici per fuoristrada, inoltre, spesso riportano stampigliate sul fianco sigle indicative dell'impiego, come "AT" (All-Terrain), "MT" (Mud-Terrain), etc.

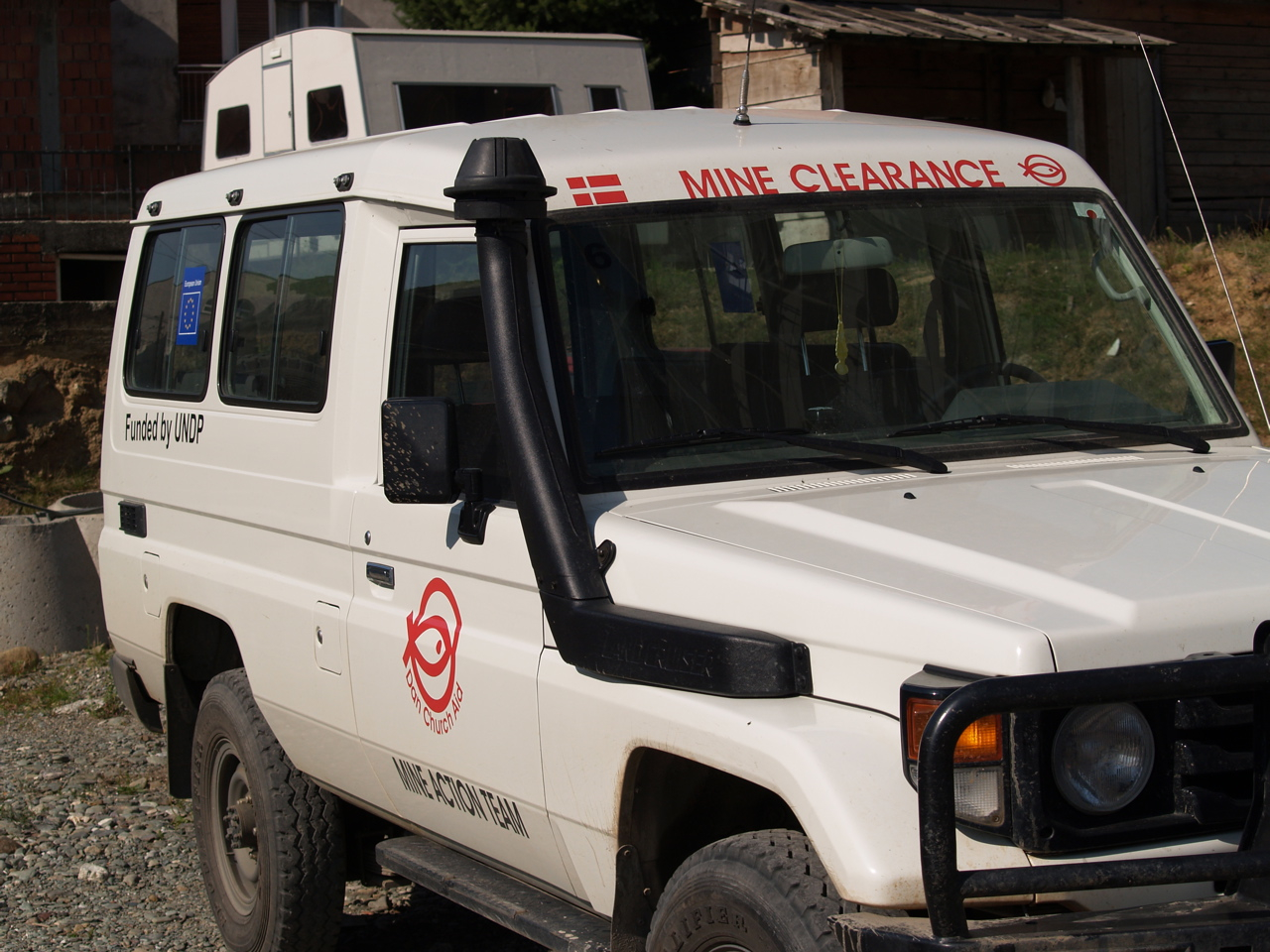
Snorkel su un Toyota Land Cruiser

- Presa d'aria sopraelevata: ponendo il punto di presa dell'aria per il motore in posizione elevata e protetta, tramite il prolungamento del relativo condotto fino sopra al cofano (presa a tasca) o fino sopra al tetto (snorkel), impedisce o comunque ostacola nel condotto d'aspirazione l'ingresso accidentale di acqua in caso di attraversamenti a guado, o di detriti in caso di ambienti polverosi o desertici.
- Impianto elettrico impermeabile: tutti i principali componenti dell'impianto elettrico (batteria, centralina, fusibili, etc.) vengono, per quanto possibile, impermeabilizzati e alloggiati negli spazi più elevati del vano motore, al riparo dall'acqua che vi potrebbe risalire durante un guado.
- Tappi di drenaggio: a copertura di specifici fori sul fondo dell'abitacolo, per far defluire l'eventuale acqua incamerata durante un guado.
- Scarico flottante: il tubo di scarico del motore viene appeso al sottoscocca tramite giunzioni gommate ovoidali, affinché possa flottare in ogni direzione per assecondare eventuali contrasti con pietre o tronchi altrimenti lesivi o deformanti, mentre il terminale è solitamente ricurvo verso il basso per ostacolare l'ingresso di acqua che tenderebbe a occludere la marmitta durante un guado.

- Ruote di scorta (fissate al portellone, talvolta tramite cancelletti, e/o sul cofano motore)
- Verricello anteriore e posteriore (per l'autorecupero o per recuperi altrui)
- Compressore (per la regolazione della pressione degli pneumatici)
- Bussola (per il monitoraggio e controllo della direzione)
- Altimetro (per il monitoraggio delle variazioni d'altitudine)
- Barometro (per una stima delle condizioni meteo locali)
- Termometro (per il monitoraggio della temperatura esterna)
- Inclinometri (per il controllo della pendenza e dell'inclinazione)
- Radio CB (per comunicazioni radio fra equipaggi marcianti in convoglio)
- Distanziali (dischi per un moderato allargamento della carreggiata)
- Body lift (rialzo con boccole in teflon fra abitacolo e telaio, se separati)
- Piastre (protettive di riduttore, serbatoio, coppa dell'olio, tiranteria, etc.)
- Bull bar (a protezione dell'anteriore da bestiame, ostacoli, etc.)
- Roll bar (a salvaguardia dell'equipaggio sulle versioni cabrio)
- Roll cage (un roll bar non interno all'abitacolo bensì esterno)
- Cantonali (barre curve a protezione dei quattro angoli del veicolo)
- Paracolpi (barre dritte a protezione dei due predellini del veicolo)
- Parafanghi (per la raccolta di schizzi di fango, pietrisco e detriti)
- Pedane (poste sotto le portiere a facilitazione della salita a bordo)
- Scaletta (ancorata sul posteriore per raggiungere il portapacchi)
- Fari di profondità (ad ausilio delle perlustrazioni in notturna)
- Fari di manovra (ad ausilio di operazioni varie in notturna)
- Parafari (griglie fisse sagomate a protezione della fanaleria)
- Tergifari (per la rimozione di eventuale fango depositatosi sui fari)
- Rampe (di ausilio per ripartenze da insabbiamenti/impantanamenti)
- Fettucce o fasce o strops (corde appiattite concepite per il traino)
- Grilli (punti di aggancio estremamente robusti per traino e recupero)
- Binda (strumento per il sollevamento del veicolo qualora bloccato)
- Tagliarami (per liberare il percorso da vegetazione invasiva robusta)
- Badile (per migliorare manualmente il fondo con sistemazioni fortuite)
- Taniche (per una superiore autonomia di viaggio in zone poco servite).

C'è da sottolineare che la meccanica aggiuntiva rispetto ai normali veicoli e l'installazione di numerosi accessori specialistici comportano anche un aggravio in termini di peso e di dissipazioni, quindi di consumi, oltre che di costi, già dall'acquisto. Inoltre, le caratteristiche geometriche ideali per i fuoristrada sono esattamente opposte a quelle delle auto sportive (sagoma ampia e sollevata invece che fine e rasoterra, ruote esposte all'attrito con l'aria invece che ben carenate, etc.), pertanto penalizzanti dal punto di vista aerodinamico, altro aspetto incisivo sui consumi, sebbene più significativo alle alte velocità, campo generalmente inidoneo ai fuoristrada quindi evitato anche elettronicamente per garantirne stabilità in curva.

## Accorgimenti per la guida
La guida in fuoristrada necessita di soluzioni e comportamenti specifici:
- Pressione pneumatici, per alcuni terreni sarà necessario ridurre la pressione delle gomme per incrementare l'impronta a terra
- Possibilità di cambiare marcia non tutti i terreni permettono il cambio marcia in corsa, in quanto non si avrebbe poi un livello sufficiente di aderenza per continuare il tratto di percorso
- Ridotte non tutti i terreni e situazioni richiedono o permettono l'uso delle ridotte.
- Pratica dell'abbrivio o rincorsa, per alcune salite a bassa aderenza è preferibile acquisire velocità per superare la salita, in modo da favorirsi dell'inerzia della forza cinetica acquisita.
- Pratica della remata, in condizione di mancata trazione sulle 4 ruote è possibile ruotare alternativamente e ripetutamente il volante, conferendo al mezzo un movimento dondolante, che permette di sondare maggior terreno alle ruote e permetta di avanzare più facilmente.
- Pratica della telegrafata o accelerata di scarico, qualora gli pneumatici pur muniti di tasselli molto marcati siano completamente ricoperti di fango e quindi risultino lisci e perdano aderenza è possibile accelerare in modo da fargli prendere velocità e permettere alla forza centrifuga di liberare le ruote e tasselli dal fango, dato che generalmente i tasselli si riempiono abbastanza frequentemente, tali accelerazioni andranno ripetute a cadenza.
- Doppio pedale tecnica avanzata per uso su discese ripide da prima ridotta, dove per non perdere direzionalità a causa di un blocco ruota è necessario accelerare per ri-acquisire l'allineamento ed il controllo direzionale e al contempo frenare per aumentare l'effetto del freno motore.

## Aspetti normativi in Europa
Sul piano normativo internazionale, specifiche direttive europee classificano "fuoristrada" sia alcuni autoveicoli della categoria internazionale M (destinati al trasporto di persone, come le autovetture), sia alcuni autoveicoli della categoria internazionale N (destinati al trasporto di cose, come gli autocarri).
La fruibilità dei mezzi fuoristrada, inoltre, è soggetta ad alcune limitazioni di legge. In generale, è vietata la circolazione con veicoli a motore fuori dalle strade che si trovano all'interno di parchi nazionali, aree protette e riserve naturali. Esternamente ai perimetri di tali zone tutelate, è invece prevista libertà di guida anche fuori strada, salvo ulteriori restrizioni stabilite da specifici regolamenti locali e da segnaletica in loco. Per i veicoli fuoristrada modificati o elaborati, destinati all'uso agonistico, il rumore da essi prodotto è sottoposto a limiti di emissione sonora, mentre per transitare sulla viabilità pubblica devono obbligatoriamente essere muniti di regolare targa.